# 徐盈路站
徐盈路站位于上海青浦区徐泾镇崧泽大道与徐盈路，是上海轨道交通17号线的高架车站，于2017年12月30日启用。

## 车站结构

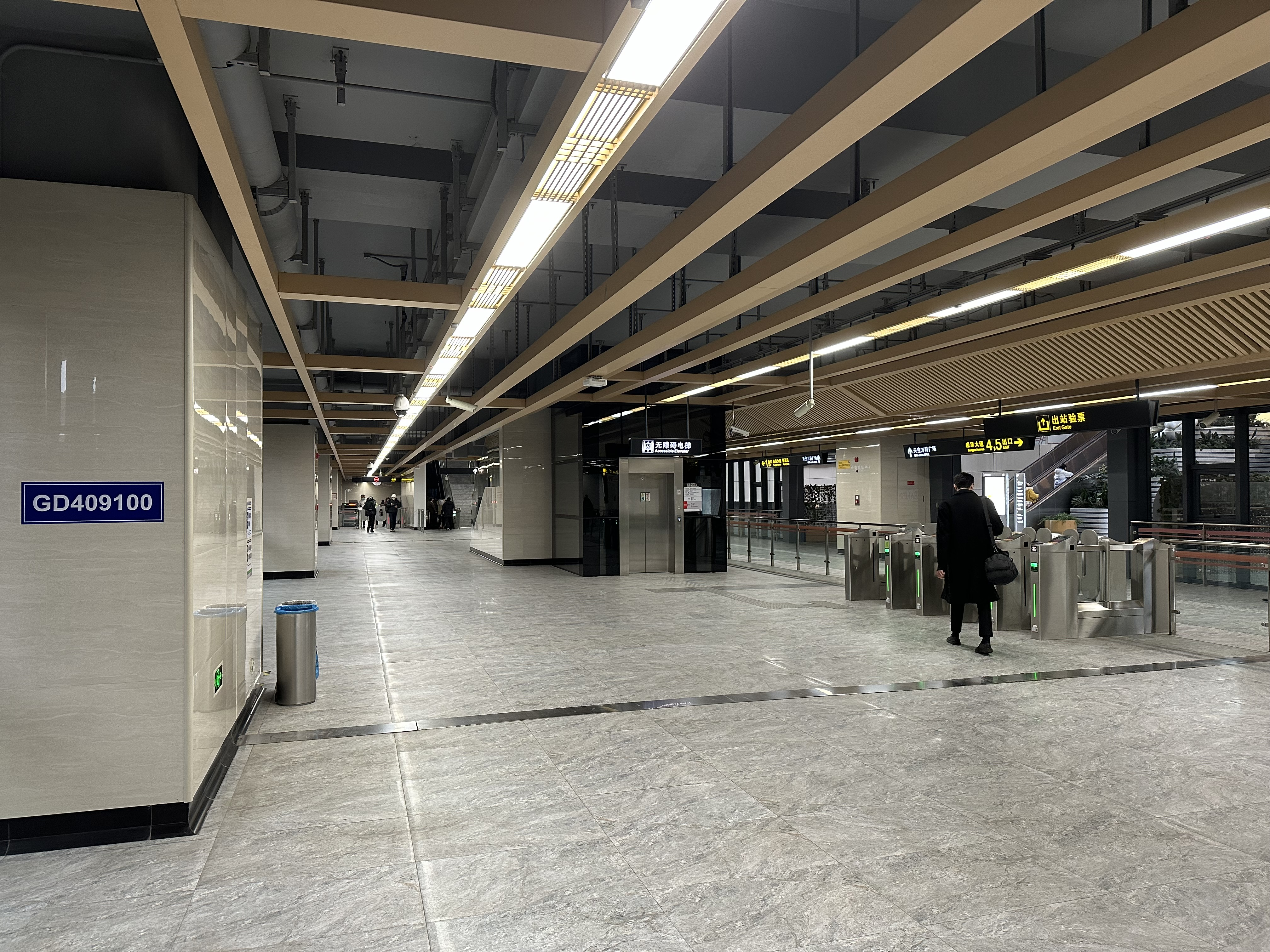
站厅

### 車站樓層
徐盈路站共有3層。地上三層為17号线月台，地上二層為車站大廳，地面為車站出口。
| 地上三层 | ①站台              | █ 17号线 往西岑（徐泾北城）      |  |  |
|          | 岛式站台，左侧开门 |                                  |  |  |
|          | ②站台              | █ 17号线 往虹桥火车站（蟠龙路）  |  |  |
| 地上二层 | 站厅               | 票务服务、自动售票机、人工服务台 |  |  |
| 地面层   | 出入口             | 1、4-5出入口                     |  |  |

## 出入口
徐盈路站目前开放3个出入口，另车站站厅设高架连通道通向毗邻的天空万科广场，各出入口如下所示：
| 出口编号            | 出口指示         | 照片 |
| ------------------- | ---------------- | ---- |
| 1 · 出口            | 崧泽大道，徐盈路 |      |
| 4 · 出口 · （设有） | 崧泽大道         |      |
| 5 · 出口 · （设有） | 崧泽大道         |      |
| 图例： 设有         |                  |      |